# Wallace Smith Broecker
Wallace Smith Broecker FRS (Chicago, 29 de novembro de 1931 – Nova York, 19 de fevereiro de 2019) foi um oceanógrafo e químico estadunidense.
Foi eleito membro estrangeiro da Royal Society em 2007.
Em 1979 foi laureado com a Medalha Maurice Ewing pela União de Geofísica dos Estados Unidos, em 1984 com a Medalha Arthur L. Day pela Sociedade Geológica dos Estados Unidos, em 1986 com a Medalha Alexander Agassiz pela Academia Nacional de Ciências dos Estados Unidos, em 1987 com o Prêmio V. M. Goldschmidt pela Geochemical Society, em 1987 com o Prêmio Vetlesen pelo Lamont-Doherty Earth Observatory da Universidade Columbia, em 1990 com o Prêmio Urey pela European Association of Geochemistry, em 1990 com a Medalha Wollaston pela Sociedade Geológica de Londres, em 1995 com a Medalha Roger Revelle pela União de Geofísica dos Estados Unidos, em 1996 com a Medalha Nacional de Ciências pelo Presidente dos Estados Unidos, em 2002 com o Prêmio Tyler de Conquista Ambiental pela Universidade do Sul da Califórnia, em 2006 com o Prêmio Crafoord pela Academia Real das Ciências da Suécia, em 2008 com a Medalha Benjamin Franklin pelo Instituto Franklin, em 2008 com o Prêmio Balzan pela Fondazione Internazionale Premio Balzan e também com o Prêmios Fundação BBVA Fronteiras do Conhecimento pela Fundação BBVA.

## Livros selecionados
- Broecker, Wallace S.; Oversby, Virginia M. (1971), Chemical Equilibria in the Earth, ISBN 0070079978, McGraw-Hill Education
- Broecker, Wallace S. (1974), Chemical oceanography, ISBN 0155064371, Harcourt Brace Jovanovich
- Broecker, Wallace S. (1995), The glacial world according to Wally, Eldigio Press
- Broecker, Wallace S. (1998), Greenhouse puzzles: Keeling's world, Martin's world, Walker's world, Eldigio Press
- Broecker, Wallace S. (1993), Greenhouse puzzles, Lamont-Doherty Geological Observatory of Columbia University
- Broecker, Wallace S. (1988), How to Build a Habitable Planet, ISBN 0961751126, Eldigio Press
- Broecker, Wallace S. (1982), Tracers in the Sea, ISBN 096175110X, Eldigio Press
- Broecker, Wallace S.; Kunzig, Robert (2008), Fixing Climate: What Past Climate Changes Reveal About the Current Threat--and How to Counter It, ISBN 080904501X (US), 978-1846688607 (UK) Verifique |isbn= (ajuda), Hill and Wang, US/Profile Books, UK